# ペレヤスラヴリ公
ペレヤスラヴリ公（ウクライナ語: Переяславські князі）とは、ペレヤスラヴリ公国の君主の称号である（「公」は「クニャージ」からの訳出による）。
（留意事項）
- 本頁の人名・地名は現地の言語の音写よりも、日本語表記として一般的と思われるものを優先して表記している。
- 各人物は、文献によっては「～世」・「～公」等の数えや通称の併記、あるいは洗礼名での表記などにより、異なる表記がなされている可能性がある。
- 各人物は、他の称号の元で異なる数えがなされる可能性がある。（例：ウラジーミル・フセヴォロドヴィチはペレヤスラヴリ公としては1人目のウラジーミルであるが、キエフ大公としては「ウラジーミル2世」となる。）

各人物の詳細は各頁を参照。

## ペレヤスラヴリ公の一覧
- フセヴォロド・ヤロスラヴィチ（在位：1054年 - 1073年)
- ロスチスラフ・フセヴォロドヴィチ（在位：1078年 - 1093年)
- ウラジーミル・フセヴォロドヴィチ （在位：1094年 - 1113年)
- スヴャトスラフ・ウラジミロヴィチ（在位：1113年 - 1114年)
- ヤロポルク・ウラジミロヴィチ（在位：1114年 - 1132年)
- フセヴォロド・ムスチスラヴィチ（在位：1132年)
- ユーリー・ウラジミロヴィチ （在位：1132年)
- イジャスラフ・ムスチスラヴィチ（在位：1133年)
- ヴャチェスラフ・ウラジミロヴィチ（在位：1134年)
- ユーリー・ウラジミロヴィチ（在位：1135年)：再任
- アンドレイ・ウラジミロヴィチ（在位：1135年 - 1141年)
- イジャスラフ・ムスチスラヴィチ（在位：1141年 - 1146年)：再任
- ムスチスラフ・イジャスラヴィチ（在位：1146年 - 1149年)
- ロスチスラフ・ユーリエヴィチ(ru) （在位：1149年 - 1151年)
- ムスチスラフ・イジャスラヴィチ（在位：1151年 - 1154年)：再任
- グレプ・ユーリエヴィチ（在位：1154年 - 1169年)
- ウラジーミル・グレボヴィチ（在位：1169年 - 1187年)
- ヤロスラフ・ムスチスラヴィチ（在位：1187年 - 1199年)
- ヤロスラフ・フセヴォロドヴィチ （在位：1200年 - 1206年)
- ミハイル・フセヴォロドヴィチ（在位：1206年)
- ウラジーミル・リュリコヴィチ （在位：1206年 - 1213年)
- ウラジーミル・フセヴォロドヴィチ （在位：1213年 - 1215年[注 1])
- フセヴォロド・コンスタンチノヴィチ（在位：1227年)
- スヴャトスラフ・フセヴォロドヴィチ(ru) （在位：1228年 - ?)

- オレグ(? - 1321年死去[注 2]。）